# What Can I Do? (The Corrs-sang)
"What Can I Do?" er en sang af det keltiske folkrockband The Corrs. Det er den tredje single fra deres andet album Talk on Corners, og den blev oprindeligt udgivet i januar 1998, men den blev senere genudgivet i august 1998 i en remixet udgave af Tin Tin Out remix, som fik mere opmærksomhed end originalen. Det blev et bandets mest kendte sange på verdensplan, men havde begrænset succes på hitlisterne, pga. tidspunktet for udgivelsen. Sangen fik generelt positive til blandede anmeldelser af musikkritikere, som dog følte at den ikke var lige så stærk som deres tidligere sange. En musikvideo til sangen blev udgivet, men var hurtigt produceret, da den blev filmet i New Zealand under deres verdensturne.

## Baggrund
The Corrs spillede sangen til festen til uddelingen af Nobels fredspris i 1999. Den oprindelige version er en langsom doo-wopudgave i en let tone. Genudgivelsen derimod en mere guitarpræget version, som var mere i stil med poprock og country. Stemmerne på sangen går fra A-dur og spænder fra G#3 til C#5. Tin Tin Outs version bliver oftere brugt end den originale version. I alt findes der tre versioner af sangen; den oprindelige singleversion, som ikke opnåede så stor opmærksomhed, Tin Tin Outs remix, som var succesfuld i New Zealand og Storbritannien, samt en instrumentalversion på Talk on Corners og LP-versionen af albummet.

## Modtagelse
"What Can I Do?" fik generelt positive anmeldelser af musikkritikerne, selvom bandet ikke selv syntes så godt om sangen. Becky Byrkit fra Allmusic havde rost remixversionen sammen med "So Young" som er "trademark glass voices and barely discernible acoustic musical instruments." Hun fremhævede også sangen, da hun mente den skilte sig ud fra albummet.

## Hitlister
"What Can I Do?" opnåede ikke den store succes på verdensplan. Sangen kom ind som #44 på Sverigetopplistan, og endte som #27. Sangen kom derimod ikke på hitlisterne i New Zealand, men det kom ind på den officielle RadioScope-hitliste, hvor den toppede som #4.

## Musikvideo

### Baggrund og synopsis
Musikvideoen blev filmet i New Zealand 26. februar 1998 med meget kort varsel. The Corrs var lige blevet færdige med deres turne i New Zealand, da pladeselskabet besluttede at udgive "What Can I Do", og derfor blev videoen filmet så hurtigt. Både albumversionen og Tin Tin Outs remix blev brugt til videoen.
Den blev filmet på Manukauhalvøen, som ligger 80 km sydvest for Auckland på vestkysten af Nordøen i New Zealand. Meget af videoen blev filmet nære Kohekohe Kire, Awhitu. Filmen i videoen er en Ford Consul fra 1962. De grønne enge minder lidt om tilsvarende landskab i Irland, og det begyndet at regne under optagelserne.
Instruktøren Nigel Dick (som stod for Oasis' video til "Wonderwall") blev fløjet in specielt til denne video og havde under en dag til at forberede sig. Den afslappede påklædning i form af jeans og t-shirts skulle give et anderledes udtryk en den mere stilrene video til "Only When I Sleep". Andrea sagde at de overlod videoen fuldstændigt i hænderne på instruktøren.
Dick udtalte "My favourite memory is the image of Andrea, Sharon and Caroline all crouched down in the middle of the road, eating bowls of cereal at 5AM, waiting for the dawn. As it got light the drizzle arrived, but, with the band scheduled to fly home that evening, we kept on shooting."

## Genudgivelse
Sangen blev genudgivet få måneder senere i en remixet version af Tin Tin Out. "What Can I Do? (Remix)" blev endnu mere succesfuld end "Dreams" og kom ind som #3 på UK Singles Chart. Den forblev på hitlisten i 11 uger. Videoen er stort set identisk med den til den oprindelige version.

## Spor
| - CD Single 1. "What Can I Do?" – 4:18 2. "Little Wing" – 5:07 3. "No Good For Me" (live) – 3:54 - Live at Royal Albert Hall EP 1. "What Can I Do?" 2. "Runaway" 3. "Toss the Feathers" - European CD Single (Tin Tin Out) 1. "What Can I Do" (Tin Tin Out Remix) – 4:12 2. "What Can I Do" (Stringacapella) – 2:28 3. "Paddy McCarthy" – 4:59 - Australsk CD Single (Tin Tin Out) 1. "What Can I Do" (Tin Tin Out Remix) 2. "What Can I Do" (LP Version) 3. "Dreams" (Tee Radio mix) | - U.S. CD Single 1. "What Can I Do" (Mangini Remix) – 4:04 2. "What Can I Do" (Original Remix) – 4:21 - U.S. Promo Single 1. "What Can I Do" (Magini Remix) – 4:04 2. "What Can I Do" (Tin Tin Out Remix) – 4:12 3. "What Can I Do" (Album version) - UK 7" Single 1. "What Can I Do" (Tin Tin Out Remix) 2. "Paddy McCarthy" - Dansk CD Single 1. "What Can I Do" 2. "No Good For Me" |

Kilde:

## Hitlister
| Hitliste                                                    | Højeste placering |
| ----------------------------------------------------------- | ----------------- |
| Canadian Adult Contemporary (Canadian Hot 100)              | 23                |
| Germany (Media Control AG)                                  | 62                |
| Ireland IRMA)                                               | 30                |
| New Zealand Radio Airplay (RIANZ) (Tin Tin Out remix)       | 4                 |
| Spain (Los 40 Principales)                                  | 1                 |
| Sweden (Sverigetopplistan)                                  | 27                |
| UK Singles (The Official Chart Company)                     | 53                |
| UK Singles (The Official Chart Company) (Tin Tin Out remix) | 3                 |